# Метакогнітивний тренінг
Метакогнітивний тренінг (MCT) — це підхід у лікування симптомів психозу при шизофренії,  особливо марення , який протягом багатьох років був адаптований для інших розладів, таких як депресія, обсесивно-компульсивний розлад і прикордонний розлад (див. нижче та зовнішні посилання для безкоштовного завантаження). Його розробили Штеффен Моріц і Тодд Вудворд. Втручання базується на теоретичних принципах когнітивно-поведінкової терапії, але зосереджується, зокрема, на проблематичних стилях мислення ( когнітивних упередженнях ), які пов’язані з розвитком і підтримкою позитивних симптомів; приклад, надмірна впевненість у помилках і поспішні висновки .  Метакогнітивне навчання існує як групове навчання (MCT) та як індивідуальне втручання (MCT+). 
Метакогніцію  можна визначити як «мислення про мислення». Під час навчання виявити та скоригувати когнітивні упередження, що супроводжуються позитивними симптомами. Сучасні емпіричні дані припускають зв’язок між певними когнітивними упередженнями, такими як поспішні висновки, та розвитком і підтримкою психозу.  Відповідно, виправлення цих проблемних/некорисних стилів мислення має призвести до зменшення симптомів.
У восьми навчальних блоках (модулях) і двох додаткових модулях пацієнтам в ігровій формі представлені приклади «когнітивних пасток», які можуть сприяти розвитку та підтримці позитивних симптомів шизофренії. Пацієнтів навчають критично обдумувати свої моделі мислення, які можуть сприяти проблемній поведінці, і пацієнт навчається застосовувати зміст тренінгу в повсякденному житті. MCT має справу з такими проблемними стилями мислення: монокаузальні атрибуції, поспішні висновки, негнучкість, проблеми соціального пізнання, надмірна впевненість у помилках пам’яті та депресивні моделі мислення. Додаткові модулі стосуються стигми та низької самооцінки . Індивідуалізований метакогнітивний тренінг (MCT+) спрямований на ті самі симптоми та когнітивні упередження, що й груповий тренінг, але є більш гнучким, оскільки дозволяє обговорювати індивідуальні теми. На веб-сайті можна безкоштовно отримати навчальні матеріали для групових занять понад 30 мовами. 
Недавній мета-аналіз виявив значні покращення позитивних симптомів і марення, а також прийняття тренінгу.  Ці висновки були повторені в 2018  і 2019 роках  Старіший мета-аналіз, заснований на меншій кількості досліджень, виявив невеликий ефект , який досяг значення, коли розглядалися новіші дослідження.  Індивідуальні дослідження надають докази довгострокової ефективності підходу після безпосереднього періоду лікування.   Королівський коледж психіатрів Австралії та Нової Зеландії , а також Німецька асоціація психіатрії, психотерапії та психосоматики рекомендують MCT як метод лікування, що базується на доказах. 

## Адаптація до інших розладів
З моменту появи MCT адаптували до інших психічних розладів. Були проведені емпіричні дослідження прикордонного розладу особистості,  обсесивно-компульсивного розладу (підхід самодопомоги),  депресії,  біполярних розладів  і проблеми з азартними іграми. 